# カワサキ・W175
W175は、2017年からカワサキモータースが製造している単気筒バイクである。
日本国外で販売されており、サイドカーのベースとしてフィリピンで販売された「バラコII」を基にして、タンクやヘッドライトなどを変更してクラシカルな雰囲気に仕上げた。他のWシリーズとエストレヤ（現在はW250）と並んでレトロなスタイルが特徴的である。

## 概要
カワサキは、2017年11月にジャカルタでワールドプレミアを開催し、インドネシア国内向けに販売を開始した。現在はタイ、フィリピンといった東南アジア市場や、ウルグアイ、メキシコ、ボリビアなどのラテンアメリカ市場に輸出されている。
W175は、チョッパースタイルの改造車両を所有するインドネシアのジョコウィ大統領や西ジャワのリドワン・カミル知事など、バイク改造愛好家や著名人の間で人気を博した。
バリエーションはW175 SE、W175 Cafe、W175 TR（デュアルパーパス）など、いくつかの異なる仕様で販売されている。デュアルパーパスを除くすべての仕様には、ティアドロップ型の13.5Lの燃料タンクがある。W175 TRは7.5L燃料タンクを備えている。灯火類には、H4 60/55ヘッドライトにハロゲン電球を使用し、クリアマルチリフレクターを採用している。ウインカーランプやサイドミラーはKLX150と同じパーツを使用している。
2024年モデルではW175 SEとW175 Cafeの塗装色が変更され、前者にはレッドおよび淡い青、後者にはシルバーと濃い目のブルーとそれぞれ2色が採用された。

## メカニズム
エンジンはリジッドマウントとしているが、クランクの前方に1軸バランサーを装着しているため振動は非常に少ない。低中速域を重視したような性格であり、実用性を意識したためなのか加速におけるトルクの変化は少なく、高回転まで引っ張ってもパワーが盛り上がることなくそのままレッドゾーンまで回る。W800と同様にキックスターターがなく、代わりにエレクトリックスターターが装備されている。サイドスタンドは標準装備されているがセンタースタンドがないほかに、タコメーターや燃料インジケーターが装備されない。
インドネシアやベトナム仕様では燃料供給装置にミクニ製VM24キャブレターを採用し、メンテナンス性を高めている。リヤサスペンションのショックアブソーバーはプリロードを5段階に調整可能で、前輪側に取り付けられるブレーキは外径220mmのディスクブレーキとなる。
インド向けはインジェクション仕様とし、触媒を内蔵したことでEURO5並の排出ガス規制をクリアしている。また、法律で義務化されているABSが前輪に装備されている。この影響で前輪側に取り付けられるブレーキは外径270mmのディスクブレーキとなる。ちなみにこちらの仕様は、インドネシアに逆輸入されて2025年モデルにW175 Lとして追加された。
パフォーマンスに関しては、自動車ジャーナリストチームによるテストで最高速度は110.1km/hに達した。テストによれば、バイクは時速100kmまでの加速に16.3秒かかった。

## バリエーション
- SE - クロームメータークラスターリング、燃料タンクラバーパッド、ブラックリム、リブ付きシート
- Cafe - カラードリアショックアブソーバー、クロームエキゾーストカバー、ヘッドライトバイザー、カフェレーサースタイルシート、専用グラフィック（シート高：785mm）
- TR - オフロードスタイルのフロントフェンダー、流線型の燃料タンク、高い最低地上高、金属製アンダーガード
- L - インジェクション仕様、ABS内蔵、「KAWASAKI」プレート（インド仕様のスタンダードと同じ）

なお、寸法は各仕様によって微妙に異なる。

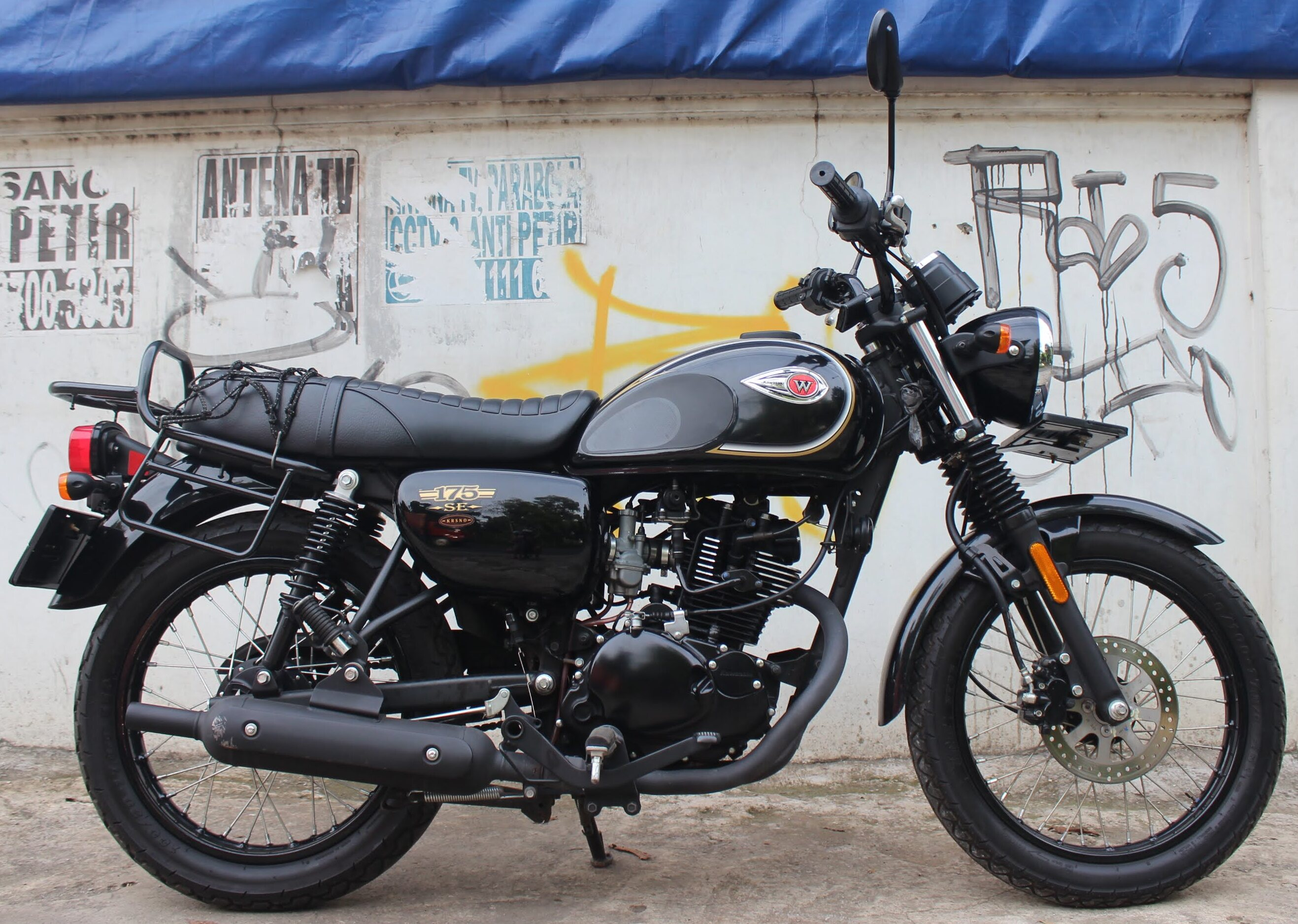
2018 カワサキ・W175 SE 右側面
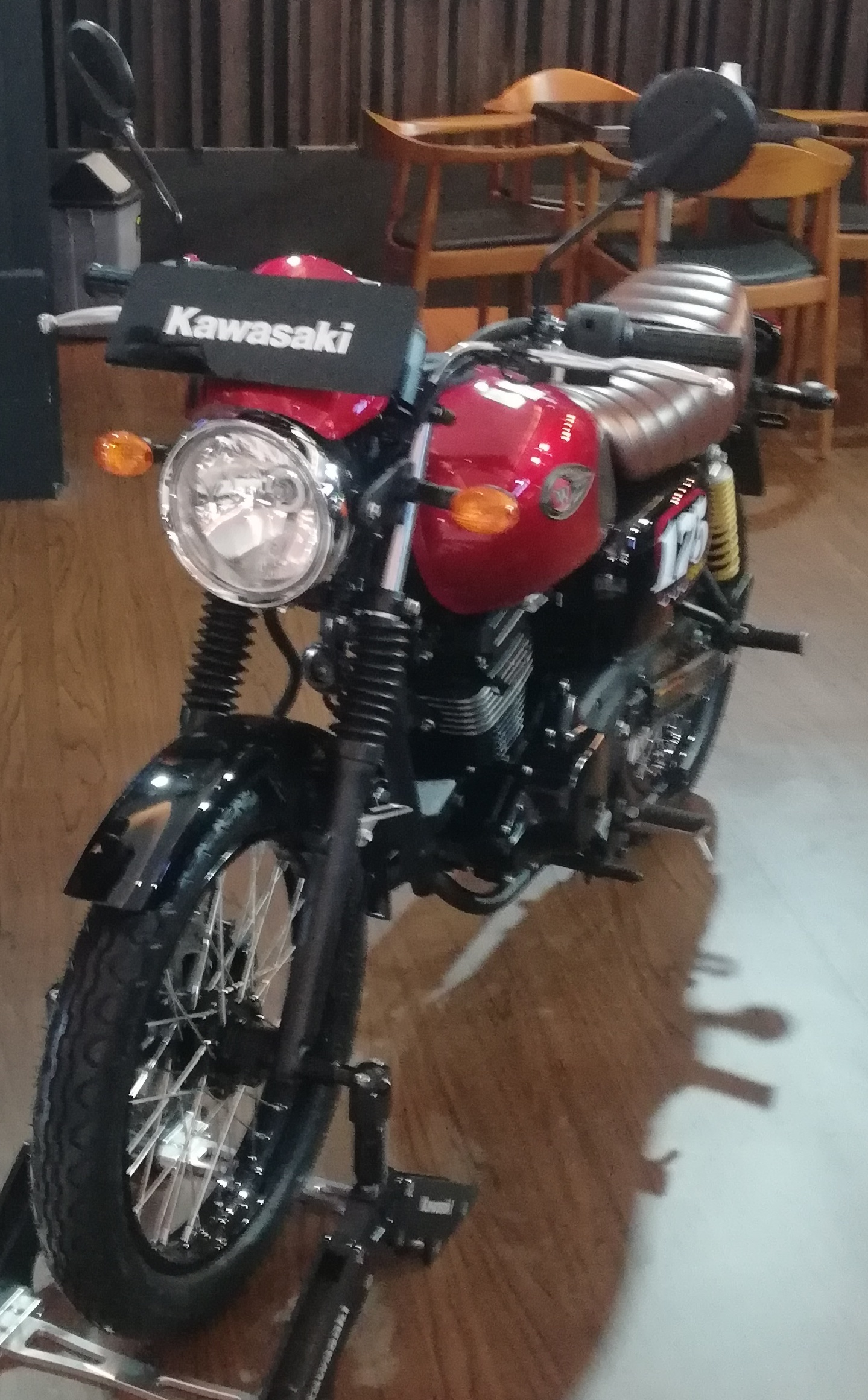
2018 カワサキ・W175 前方
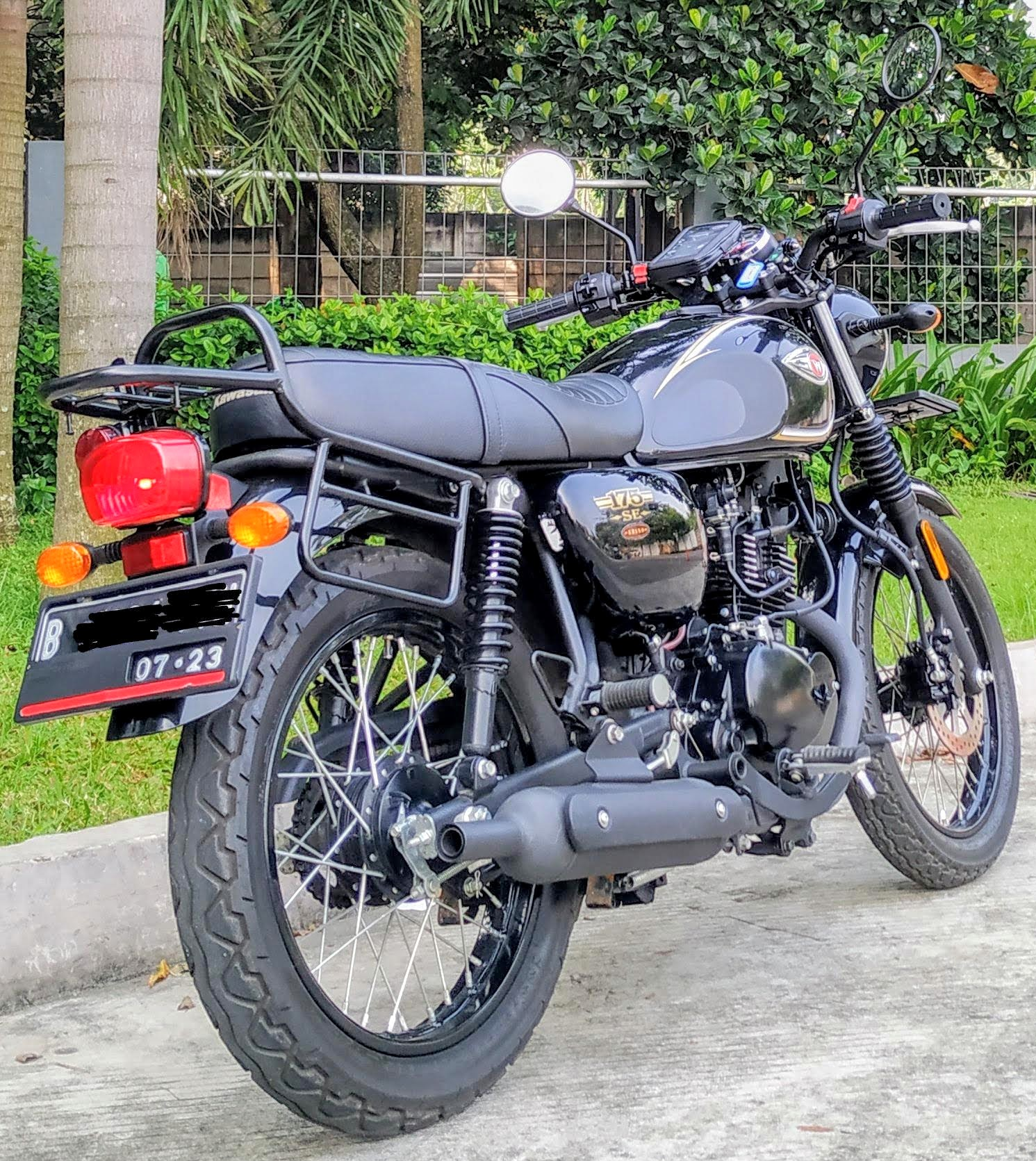
2018 カワサキ・W175 SE 後方
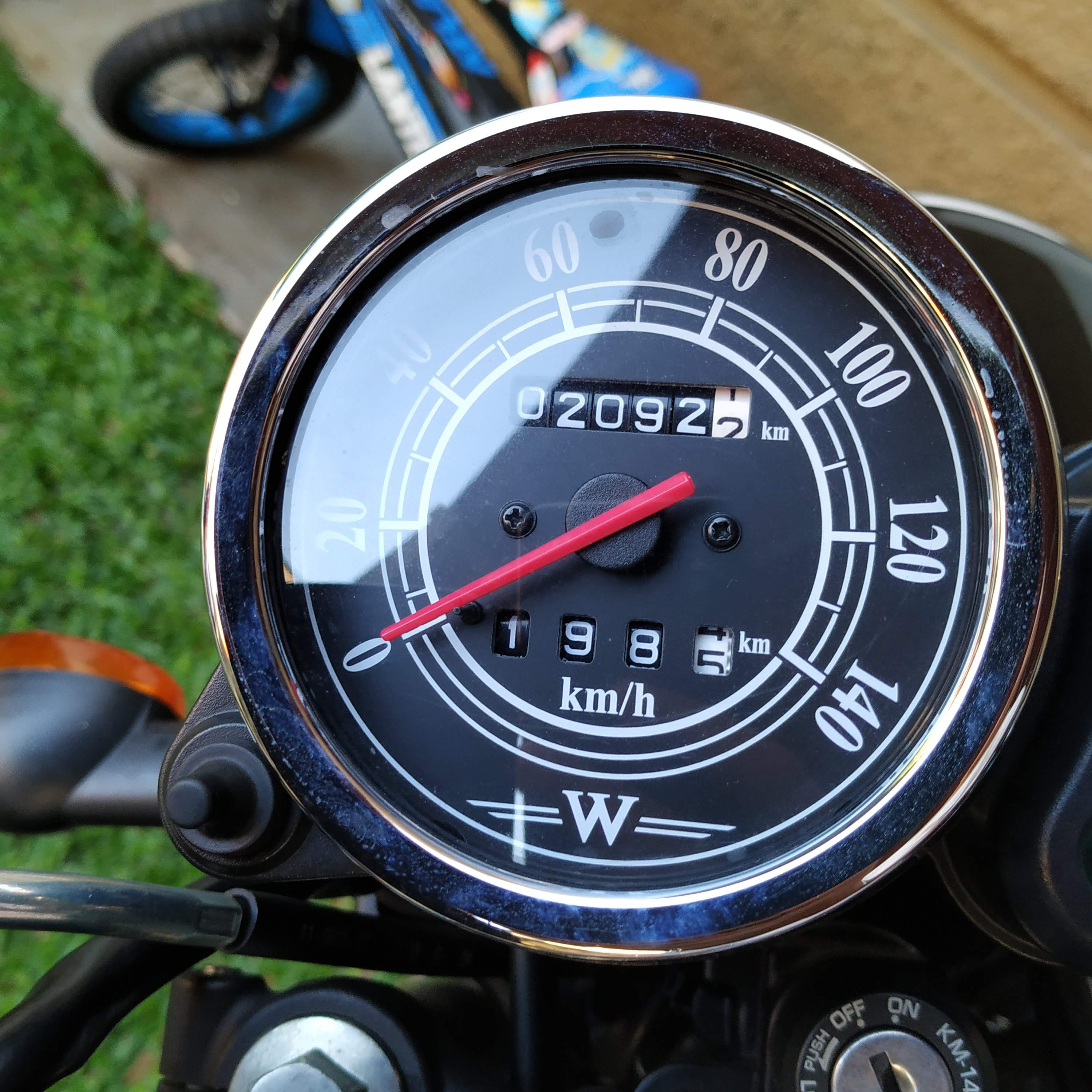
2018 カワサキ・W175 SE スピードメーター
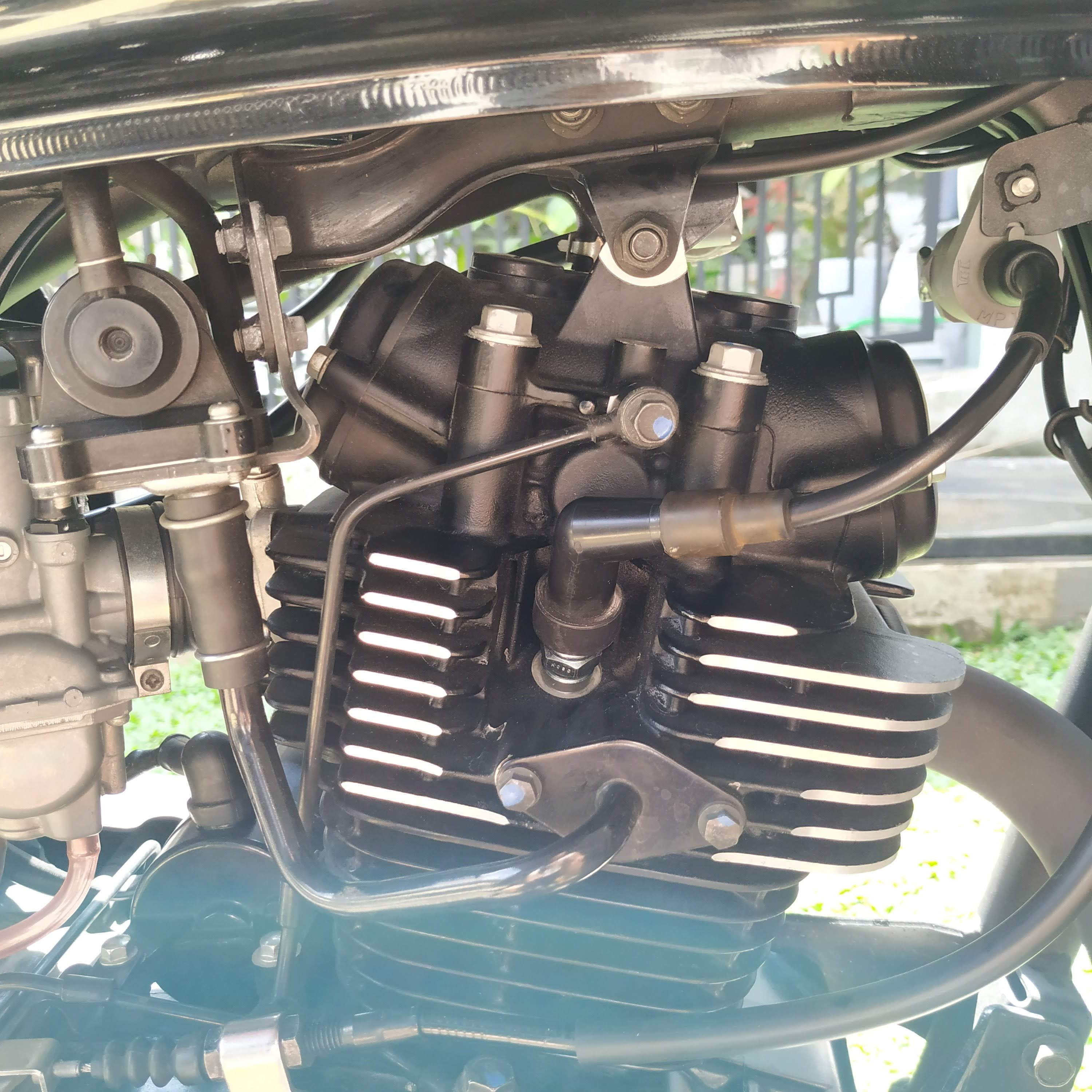
エンジン
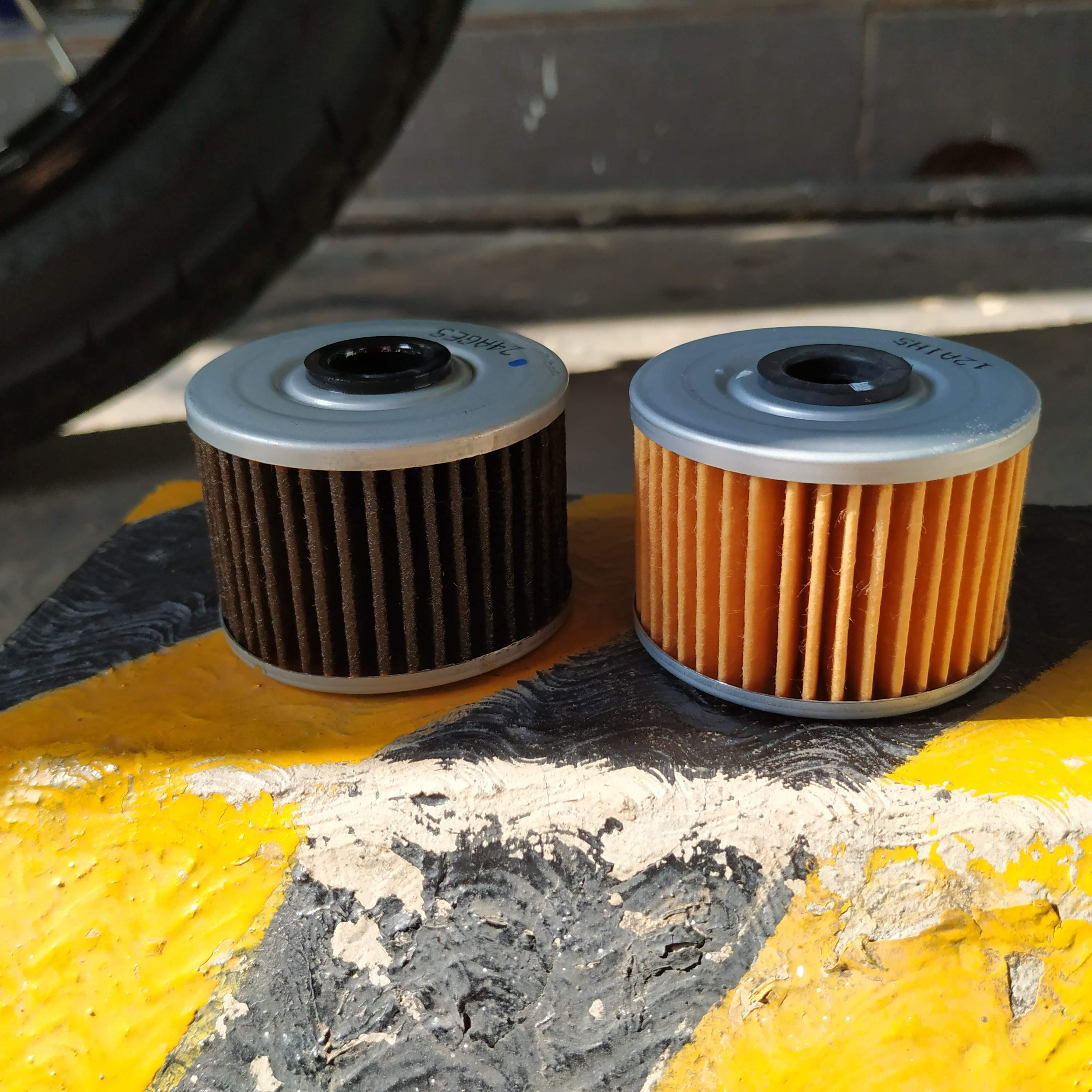
オイルフィルター